# 京成小岩駅

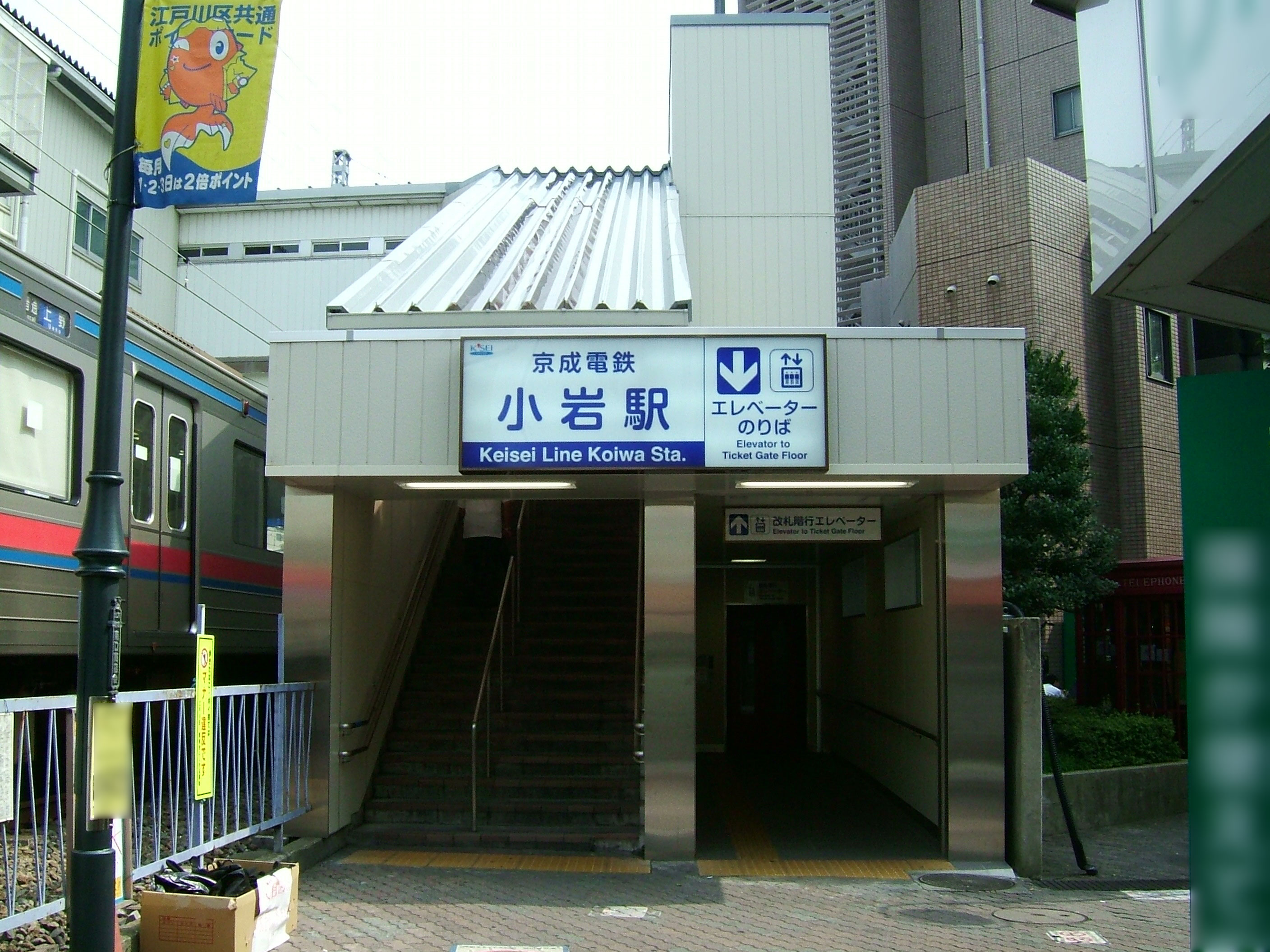
南口（2008年9月）

京成小岩駅（けいせいこいわえき）は、東京都江戸川区北小岩二丁目にある、京成電鉄本線の駅である。駅番号はKS11。江戸川区最北端の駅である。

## 歴史
- 1932年（昭和7年）5月15日：開設[1]。相対式ホーム2面2線であった[2]。
- 1963年（昭和38年）12月5日：改良工事が行われ、島式ホーム2面4線となり、橋上駅舎化[2]。

## 駅構造

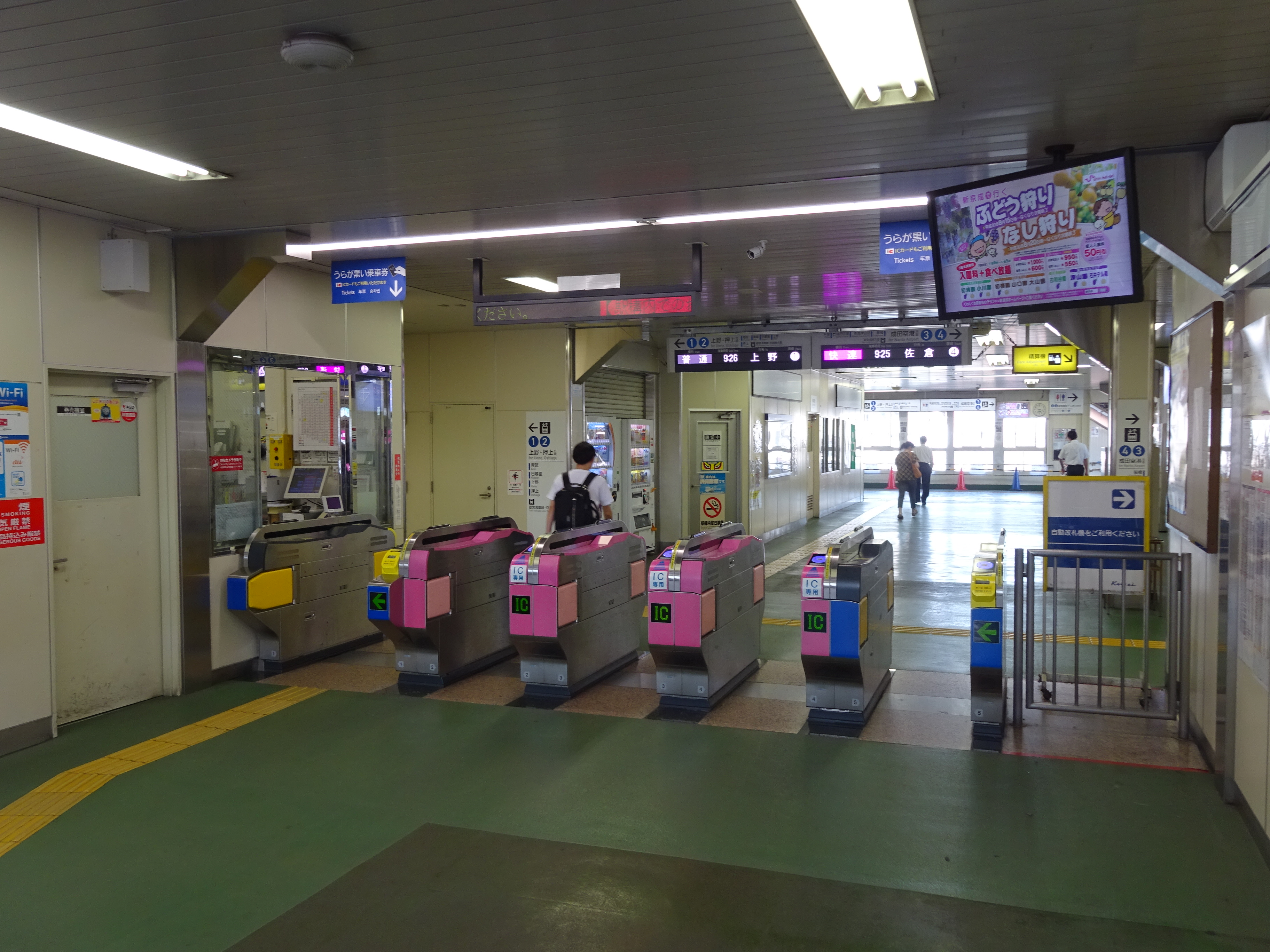
改札口（2018年9月）

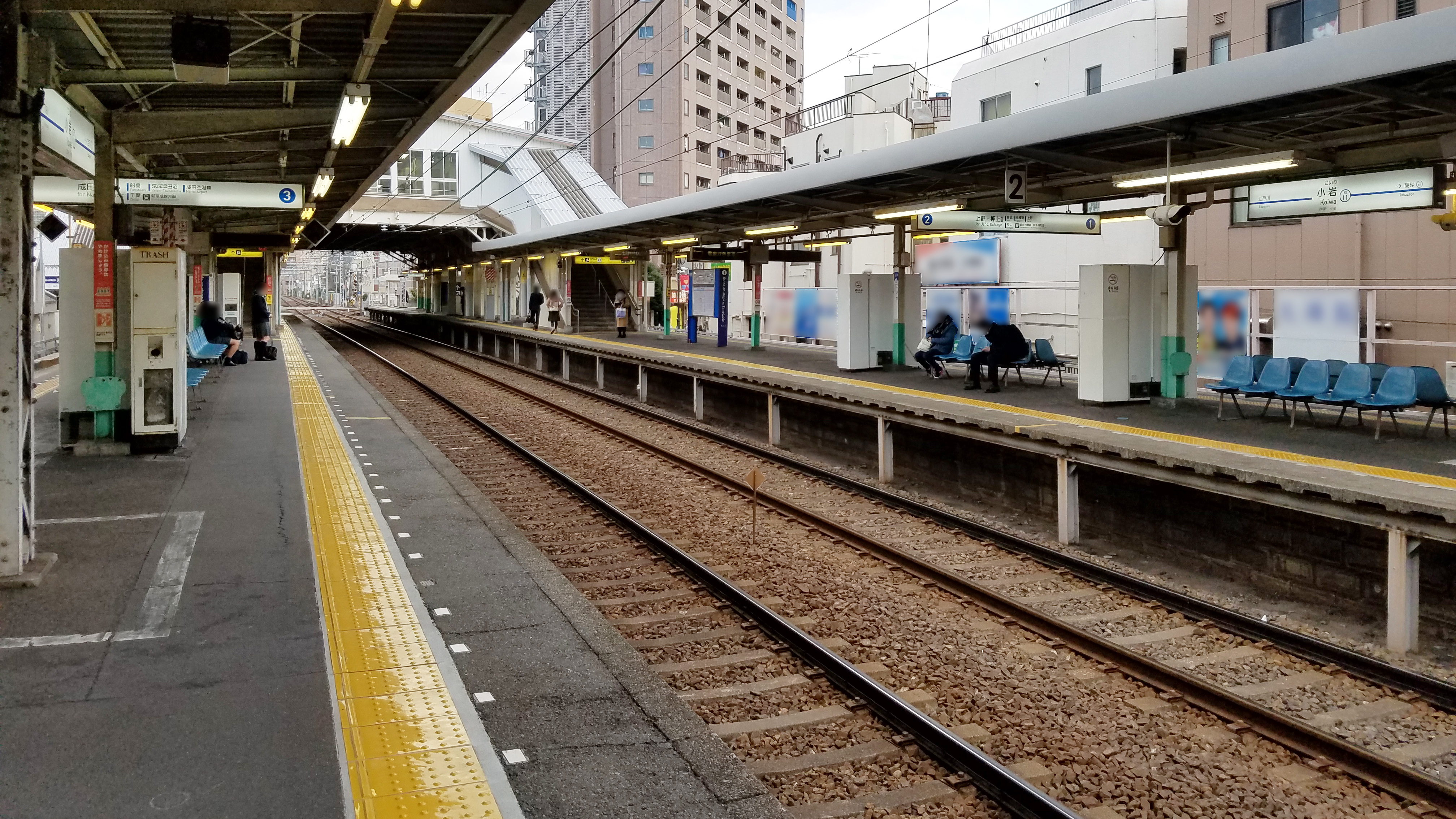
駅ホーム（2017年2月）

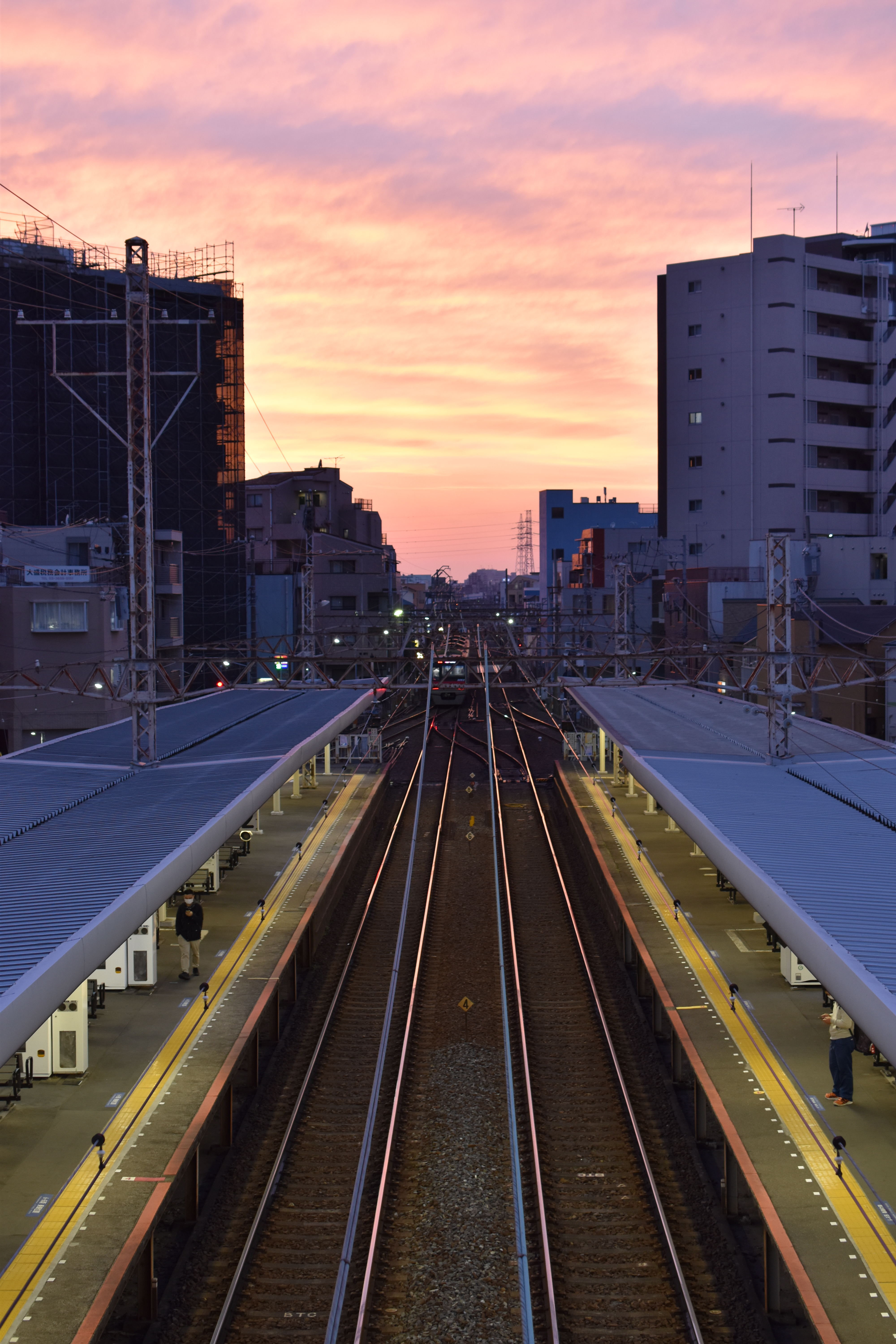
上から見た駅ホームと線路（2022年5月）

島式ホーム2面4線を有する待避可能な地上駅（京成高砂駅管理）。橋上駅舎を備える。下り本線（3番線）より上り本線への渡り線もあるため、当駅で折返しを行うことも可能であるが、現在折返しを行う定期列車は設定されていない（後述）。
バリアフリー設備として北口・南口 - コンコース間には車椅子対応エレベーターが、各ホーム - コンコース間には車椅子対応エスカレーターとエレベーターが設置されている。
トイレは下りホーム階段下と改札内コンコース（多機能トイレ）にある。
以前は改札内および上りホームに売店があったが、現在は廃止されている。

### のりば
| 番線 | 路線     | 方向 | 行先                                                             |
| ---- | -------- | ---- | ---------------------------------------------------------------- |
| 1・2 | 京成本線 | 上り | 京成高砂・青砥・日暮里・京成上野・押上・ 都営浅草線・ 京急線方面 |
| 3・4 | 京成本線 | 下り | 京成船橋・京成津田沼・ 成田空港・京成千葉・ 松戸線方面           |

上表路線名は成田空港線開通後の旅客案内名称に基づいている。
隣接する京成高砂駅が2方向（本線・北総線）からの電車が集中し、さらに車庫へ（から）の出入庫列車が交錯する場合もあるため、当駅では普通電車の快速特急や通勤特急、特急、イブニングライナーの待避や、普通と快速の接続待ち合わせなどが頻繁に行われる。帰宅ラッシュ時の平日下り17時台以降における停車本数は、日中時間帯に比べて1、2本ほど発着本数が少ない。
快速京成高砂行一部列車は、同駅で行先・種別および列車番号を変更して押上線普通列車となる。当該列車は当駅より浅草線西馬込駅・京急本線品川駅まで各駅に停車する。
以前は特急も停車し、当駅折返し始発電車もあったが、北総・公団線（当時）の京成高砂駅乗入に伴い、廃止された。
なお、青砥駅高架化工事（ - 1985年（昭和60年）10月19日まで）に際しては、青砥仮駅に都営浅草線からの折返し列車用引上線が確保出来なかったため、直通列車を当駅まで延長して折返させることで対応していた。
当駅付近では連続立体交差事業計画がある。

## 利用状況
2024年度（令和6年度）の1日平均乗降人員は18,036人である。
近年の1日平均乗降・乗車人員の推移は以下の通り。
| 年度               | 1日平均 乗降人員 | 1日平均 乗車人員 | 出典     |
| ------------------ | ---------------- | ---------------- | -------- |
| 1990年（平成02年） |                  | 13,230           | [ * 1 ]  |
| 1991年（平成03年） |                  | 12,708           | [ * 2 ]  |
| 1992年（平成04年） |                  | 12,252           | [ * 3 ]  |
| 1993年（平成05年） |                  | 11,847           | [ * 4 ]  |
| 1994年（平成06年） |                  | 11,233           | [ * 5 ]  |
| 1995年（平成07年） |                  | 10,713           | [ * 6 ]  |
| 1996年（平成08年） |                  | 10,205           | [ * 7 ]  |
| 1997年（平成09年） |                  | 9,666            | [ * 8 ]  |
| 1998年（平成10年） |                  | 9,159            | [ * 9 ]  |
| 1999年（平成11年） |                  | 8,839            | [ * 10 ] |
| 2000年（平成12年） |                  | 8,532            | [ * 11 ] |
| 2001年（平成13年） |                  | 8,471            | [ * 12 ] |
| 2002年（平成14年） |                  | 8,296            | [ * 13 ] |
| 2003年（平成15年） | 16,524           | 8,257            | [ * 14 ] |
| 2004年（平成16年） | 16,201           | 8,173            | [ * 15 ] |
| 2005年（平成17年） | 16,186           | 8,170            | [ * 16 ] |
| 2006年（平成18年） | 16,529           | 8,326            | [ * 17 ] |
| 2007年（平成19年） | 16,739           | 8,443            | [ * 18 ] |
| 2008年（平成20年） | 16,792           | 8,441            | [ * 19 ] |
| 2009年（平成21年） | 16,599           | 8,351            | [ * 20 ] |
| 2010年（平成22年） | 16,529           | 8,332            | [ * 21 ] |
| 2011年（平成23年） | 16,140           | 8,134            | [ * 22 ] |
| 2012年（平成24年） | 16,614           | 8,367            | [ * 23 ] |
| 2013年（平成25年） | 16,965           | 8,540            | [ * 24 ] |
| 2014年（平成26年） | 16,983           | 8,548            | [ * 25 ] |
| 2015年（平成27年） | 17,369           | 8,738            | [ * 26 ] |
| 2016年（平成28年） | 17,784           | 8,940            | [ * 27 ] |
| 2017年（平成29年） | 18,151           | 9,126            | [ * 28 ] |
| 2018年（平成30年） | 18,673           | 9,393            | [ * 29 ] |
| 2019年（令和元年） | 18,803           | 9,454            |          |
| 2020年（令和02年） | 14,733           | 7,410            |          |
| 2021年（令和03年） | 15,397           | 7,748            |          |
| 2022年（令和04年） | 16,763           | 8,437            |          |
| 2023年（令和05年） | 17,629           | 8,872            |          |
| 2024年（令和06年） | 18,036           | 9,087            |          |

## 駅周辺
駅周辺は江戸川区北小岩と葛飾区鎌倉の住宅地が密集している。所在地が区境に近く、直ぐ西側の柴又街道との踏切は葛飾区内にある。近くには広い河川敷を持つ江戸川や親水緑道、公園など緑地も目立つ。江戸川河川敷へは隣の江戸川駅が至近であるが、当駅より後述の路線バス（京成バス東京小54系統）も利用可能。
東日本旅客鉄道（JR東日本）の小岩駅とは約1 km離れている。なお、両駅間には路線バスが2系統運行されている。本数が多く短絡経路を通るのは京成バス（金町駅 - JR小岩駅）で、当駅の乗り場は南口より徒歩2分程度の京成小岩駅入口である（後述）。

### 施設
- 北口
  - 小岩メディカルセンター
  - グルメシティ京成小岩店
  - ホテルスカイハート小岩
  - 北小岩六郵便局
  - 青和信用組合 京成小岩支店
- 南口
  - 富士見保育園
  - 江戸川区立北小岩小学校
  - 柴又街道
  - 愛国中学校・高等学校
  - 愛国学園短期大学
  - なでしこ保育園

### バス路線
- 北口：専用スペースに乗り入れている。エレベーター隣に、京成バス東京の乗務員休憩所が併設されている。
  - 京成バス東京　
    - 小54： 京成小岩駅 - 小岩公園 - 小岩駅北口 - 細田踏切 - 高砂駅 - 新宿郵便局 - 修徳学園入口 - 亀有駅
- 南口：駅から徒歩2分程度の京成小岩駅入口および2021年2月の細田循環（細02系統）運行開始と共に新設された京成小岩駅西が最寄バス停となる。
  - 京成バス　
    - 小55： 小岩駅 - 京成小岩駅入口 - 新柴又駅 - 柴又帝釈天 - 金町駅

  - 京成バス・京成バス東京
    - 細02：新小岩駅東北広場 - 東新小岩三丁目 - 奥戸六丁目 - 細田踏切 - 京成小岩駅西 - 小岩駅北口 - 奥戸新橋 - 奥戸六丁目 - 東新小岩三丁目 - 新小岩駅東北広場

## 隣の駅
京成電鉄
 本線
■快速特急・■特急・■通勤特急
通過
■快速
京成高砂駅 (KS10) - 京成小岩駅 (KS11) - 京成八幡駅 (KS16)
■普通
京成高砂駅 (KS10) - 京成小岩駅 (KS11) - 江戸川駅 (KS12)